# Bandeira da Geórgia (Estados Unidos)
A actual bandeira da Geórgia foi adoptada a 8 de Maio de 2003. A bandeira tem três faixas vermelho-branco-vermelho, com o brasão estadual (derivado do selo estadual da Geórgia) num cantão azul. No brasão de armas, o arco, simboliza a Constituição do estado, e os pilares representam os três ramos judiciais. Envoltas nos pilares estão as palavras do lema estadual, "Sabedoria, Justiça, Moderação", guardadas por uma figura masculina trajando um uniforme de soldado da Guerra da Independência, com uma espada em riste a representar a defesa da Constituição. Um lema adicional, Em Deus Confiamos, aparece sob os descritos elementos, apesar de não fazer parte nem do selo estadual nem do brasão de armas. A bandeira tem treze estrelas, que representam a Geórgia e os outros 12 estados que formaram os Estados Unidos da América.

## Bandeiras históricas
A bandeira estadual usada de 1956 a 2001 (ver em baixo) era composta pela Bandeira de Guerra Confederada, a qual uma minoria considera ofensiva devido ao seu uso pelos Estados Confederados da América e vários grupos supremacistas brancos. Os Afro-Americanos em particular consideram ofensivo, pois o símbolo estava a ser usado em 1956, durante o apogeu da luta pela não-segregação. Mesmo em 1956, o apoio à bandeira não era unânime, com as United Daughters of the Confederacy a oporem-se com a profética declaração de que a mudança "causaria atritos".
Os apoiantes do século XXI da bandeira de 1956, afirmaram que a bandeira foi concebida para comemorar o próximo Centenário da Guerra Civil.
Surgiram pressões políticas para a mudança da bandeira estadual oficial, em especial durante os anos 90 do século XX, devido à preparação dos Jogos Olímpicos de 1996, que seriam realizados em Atlanta. A NAACP centrou esforços na questão da bandeira e alguns representantes do comércio de Geórgia sentiram que a imagem da bandeira estava a causar quebras na economia do estado.
Em 2001, sob protestos, aprovou-se uma nova bandeira, que nunca foi realmente aceite pelos Georgianos, pois além parecer muito artificial, era de difícil reprodução.

## Bandeira actual
Em 2002 criou-se uma legislação para a adopção de outra bandeira.
A Assembleia Geral propôs uma bandeira que combinava todos os elementos das bandeiras anteriores, criando uma composição mais inspirada na primeira bandeira da Confederação que na Bandeira de Guerra Confederada.
Em 2003 foi feito um referendo ao público, questionando-o entre a bandeira de 2001 e a bandeira de 2003. A bandeira de 2003 ganhou com 73.1% dos votos.
Enquanto que a nova bandeira estadual aplica elementos das bandeiras estaduais de 1879, 1902, 1906 e 1920, essas bandeiras eram semelhantes à primeira bandeira oficial dos Estados Confederados da América. Embora a bandeira de 1956-2000 contivesse a mais reconhecível bandeira de guerra, a actual bandeira assemelha-se à primeira bandeira Confederada, exceptuando a variante do selo estadual da Geórgia em vez das sete estrelas no cantão azul.